# Mazahr Makatemele
Mazahr Makatemele, vuxendöpt till Sara Magdalena, född 1846 i Natal, Sydafrika, död 1903, var en afrosvensk piga och en lokalhistorisk profil i Kalmar. Hon har uppgivits vara förebilden för "Svarta Sara" i Lina Sandells väckelsesång ”Där uppe ingen död skall vara” från 1896. Det är obekräftat och inspirationen kan möjligen ha kommit från en engelsk skrift.

## Biografi
Mazahr Makatemele föddes i Natal i Sydafrika, och uppges ha tillhört Tswana- eller Sothofolket och Ndebele-stammen. 1857 eller 1858 överfölls hennes hemby av boer och en rivaliserande afrikansk klan, och hon tillfångatogs och såldes som slav bland boerna i Sydafrika.  Hon levde först förslavad hos boerna, och köptes eller gavs 1858 eller 1859 till den småländske affärsmannen Alarik Forssman och hans familj, som med några andra svenskar hade grundat den svenska jordbrukskolonin "Scandinavia" i Sydafrika. Forssman anställde hennes som barnpiga och höll henne inte som slav, och hon blev därmed fri. 
När familjen Forssman återvände till Kalmar i Sverige 1862, följde hon och en annan piga, Dina Maria, med dem.  De väckte stort uppseende i Sverige, och omhändertogs av Carl Johan och Marie Borell, båda aktiva i Svenska Missionssällskapet och i väckelserörelsen. När Forssman återvände till Sydafrika, valde Mazhar att stanna kvar i Sverige. Hon hade varit gravid redan innan de avreste från Sydafrika, och födde en dotter i Sverige. Fadern till barnet är obekräftad: själv uppgav hon att fadern var en man i Transvaal som hon varit gift med enligt afrikansk sed. Hon anställdes som piga av handelsmannen Carl Johan Borell, aktiv inom läsarmissionen i Kalmar. Hon konverterade till kristendomen och döptes 1864 till Sara Magdalena Makatemele. Hon anställdes sedan som piga hos Cecilia Fryxell, som varit fadder vid dopet, i Flickskolan på Rostad, där hon kvarblev även efter Fryxells död 1883. 
I Kalmar blev hon känd som "Svarta Sara". Mazhar Makatemele beskrivs som en respekterad person i Kalmar, då hon uppfattades som ett exempel på kristendomens frälsning genom sin konvertering, och hon ska ha blivit en nära vän till Cecilia Fryxell. Hennes dotter döptes till Emelie "Millan" Cecilia Maria Boy (1862–1900) efter Cecilia, och fick friplats i flickskolan som elev; som vuxen blev hon pianolärare och sömmerska. Mor och dotter bodde ihop från 1895. Dottern avled ogift och barnlös i njurinflammation tre år före sin mor. Millan fungerade som tolk för Sara, som hade svårigheter att tala det svenska språket. 
Mazahr Makatemele avled 1903 och begravdes på Södra kyrkogården i Kalmar under namnet  ”Kafferkvinnan Sara. Död 1903.” Hennes grav uppmärksammades vid en ceremoni 2018 och den kompletterades med en skylt om hennes livsöde och som bland annat diskuterade gravstenens ordval.